# 中之島線
中之島線（日语：／ Nakanoshima sen */?）是連結大阪府大阪市北區中之島站和同市中央區天滿橋車站的京阪電氣鐵道之鐵道路線。
正式的起點是中之島車站，但是在列車運行上，天滿橋車站往中之島車站的列車是下行，反方向是上行。

## 路線資料
- 管轄：京阪電氣鐵道（第二種鐵道事業者）、中之島高速鐵道（第三種鐵道事業者）
- 路線距離（營業距離）：3.0公里（全線地下鐵道）
- 軌距：1435毫米
- 站數：5個（包括天滿橋站）
- 複線路段：全線複線
- 電氣化路段：全線電氣化（直流1500V）
- 最大坡度：40‰（天滿橋站－難波橋站間）
- 最急曲線：半徑160公尺（難波橋站－大江橋站間）
- 變電所：1處

## 概要
中之島線是為了京阪本線的大阪市都心部延伸和增強天滿橋車站以西的輸送力而建設，担負大阪市北區堂島川和土佐堀川間的中之島地區的東西方向的交通路線。全線地下線。

## 運行形態
和京阪本線一體化運行，中之島線內全列車各站停車。

## 歷史
- 2001年（平成13年）
  - 3月30日：京阪電鐵正式決定着手中之島新線事業[2]。
  - 7月10日：中之島高速鐵道設立[3]。
- 2008年（平成20年）
  - 8月1日：試運轉開始。
  - 10月19日：中之島車站 - 天滿橋車站間開業。
- 2011年（平成23年）5月28日：因時刻表改定，日中之快速急行・區間急行廢止。

## 車站列表
- 車站編號自2014年4月1日起引入[4]。
- 所有車站都位於大阪府大阪市。
- 所有列車中之島線內都是各站停車。快速特急、特急、急行不運行（臨時列車除外）。

| 車站編號 | 中文站名 | 日文站名 | 英文站名 | 站間距離 | 營業距離 | 接續路線                                                                               | 所在地 |
| -------- | -------- | -------- | -------- | -------- | -------- | -------------------------------------------------------------------------------------- | ------ |
| KH54     | 中之島   |          |          | -        | 0.0      |                                                                                        | 北區   |
| KH53     | 渡邊橋   |          |          | 0.9      | 0.9      | 大阪市高速電氣軌道： 四橋線（肥後橋：Y12）                                             | 北區   |
| KH52     | 大江橋   |          |          | 0.5      | 1.4      | 京阪電氣鐵道： 京阪本線（淀屋橋：KH01） 大阪市高速電氣軌道： 御堂筋線（淀屋橋：M17）   | 北區   |
| KH51     | 難波橋   |          |          | 0.6      | 2.0      | 京阪電氣鐵道： 京阪本線（北濱：KH02） 大阪市高速電氣軌道： 堺筋線（北濱：K14）         | 北區   |
| KH03     | 天滿橋   |          |          | 1.0      | 3.0      | 京阪電氣鐵道： 京阪本線（直通運行至鴨東線出町柳站） 大阪市高速電氣軌道： 谷町線（T22） | 中央區 |

## 脚注
1. ↑  日本経済新聞2001年3月31日付け朝刊46面・地方経済面（兵庫）
2. ↑  日経産業新聞2001年7月11日付け20面
3. ↑  関西鉄道各社、外国人受け入れ体制強化 （页面存档备份，存于） - 京都新聞、2014年4月5日

## 關連項目
- 中之島
- 京阪梅田線
- 難波筋線